# Segunda División de Venezuela 2004-05
La Temporada 2004-05 de la Segunda División de Venezuela se inició el 21 de agosto de 2004 con la participación de 12 equipos.

## Equipos participantes
- Deportivo Maracaibo, de Maracaibo
- UPEL Nacional FC, de Colón, estado Táchira
- Deportivo Anzoátegui, de Puerto La Cruz
- Unión Lara FC, de Barquisimeto
- Aragua FC, de Maracay
- Llaneros de Guanare FC, de Guanare
- Zamora FC, de Barinas
- Hermandad Gallega FC, de Valencia
- Atlético El Vigía FC, de El Vigía
- Portuguesa FC, de Acarigua
- Nueva Cádiz FC, de Cumaná
- UCV FC, de Caracas (1)

(1) El UCV FC desistió de participar en el torneo antes de comenzar la temporada.

## Torneo Apertura
|    | Equipo                 | PTS | JJ | JG | JE | JP | GF | GC | DG  |
| -- | ---------------------- | --- | -- | -- | -- | -- | -- | -- | --- |
| 1  | Deportivo Maracaibo    | 39  | 20 | 12 | 3  | 5  | 33 | 19 | +14 |
| 2  | UPEL Nacional FC       | 35  | 20 | 10 | 5  | 5  | 41 | 29 | +12 |
| 3  | Deportivo Anzoategui   | 35  | 20 | 10 | 5  | 5  | 37 | 30 | +7  |
| 4  | Unión Lara FC          | 35  | 20 | 10 | 4  | 6  | 41 | 27 | +14 |
| 5  | Llaneros de Guanare FC | 32  | 20 | 10 | 2  | 8  | 42 | 31 | +9  |
| 6  | Aragua FC              | 32  | 20 | 9  | 5  | 6  | 29 | 23 | +6  |
| 7  | Zamora FC              | 26  | 20 | 7  | 5  | 8  | 29 | 26 | +3  |
| 8  | Hermandad Gallega FC   | 20  | 20 | 5  | 5  | 10 | 19 | 29 | -10 |
| 9  | Atlético El Vigía FC   | 19  | 20 | 6  | 1  | 13 | 26 | 44 | -18 |
| 10 | Portuguesa FC          | 18  | 20 | 5  | 3  | 12 | 22 | 41 | -19 |
| 11 | Nueva Cádiz FC         | 18  | 20 | 4  | 6  | 10 | 19 | 39 | -20 |

Leyenda: PTS (Puntos), JJ (Juegos jugados), JG (Juegos Ganados), JE (Juegos Empatados), JG (Juegos Perdidos), GF (Goles a Favor), GC (Goles en Contra), DG (Diferencia de Goles).

## Goleadores

### Goleadores
- Johnny Carneiro, (Dep. Anzoategui /Deportivo Maracaibo), con 27

## Torneo Clausura
|    | Equipo                 | PTS | JJ | JG | JE | JP | GF | GC | DG  |
| -- | ---------------------- | --- | -- | -- | -- | -- | -- | -- | --- |
| 1  | Aragua FC              | 47  | 20 | 14 | 5  | 1  | 39 | 11 | +28 |
| 2  | Unión Lara FC          | 42  | 20 | 12 | 6  | 2  | 44 | 17 | +27 |
| 3  | Deportivo Maracaibo    | 39  | 20 | 11 | 6  | 3  | 38 | 18 | +20 |
| 4  | Atlético El Vigía FC   | 27  | 20 | 7  | 6  | 7  | 26 | 30 | -4  |
| 5  | Portuguesa FC          | 26  | 20 | 7  | 5  | 8  | 22 | 29 | -19 |
| 6  | Deportivo Anzoategui   | 23  | 20 | 5  | 8  | 7  | 20 | 18 | +2  |
| 7  | Zamora FC              | 22  | 20 | 6  | 4  | 10 | 22 | 29 | -7  |
| 8  | Llaneros de Guanare FC | 22  | 20 | 6  | 4  | 10 | 19 | 41 | -22 |
| 9  | Hermandad Gallega FC   | 21  | 20 | 4  | 9  | 7  | 14 | 16 | -2  |
| 10 | UPEL Nacional FC       | 16  | 20 | 3  | 7  | 10 | 24 | 38 | -14 |
| 11 | Nueva Cádiz FC         | 14  | 20 | 4  | 2  | 14 | 23 | 44 | -21 |

Leyenda: PTS (Puntos), JJ (Juegos jugados), JG (Juegos Ganados), JE (Juegos Empatados), JG (Juegos Perdidos), GF (Goles a Favor), GC (Goles en Contra), DG (Diferencia de Goles).

## Final Ascenso
Se disputó entre los campeones de ambos torneos. El ganador obtuvo el boleto a la primera división.
| 4 de mayo de 2005 | Aragua FC                              | 2:0 | Deportivo Maracaibo | Estadio Olímpico Hermanos Ghersi Páez, Maracay |  |
|                   | Carlos Adrian 73' · Freddy Segovia 76' |     |                     |                                                |  |

| 14 de mayo de 2005 | Deportivo Maracaibo                       | 2:3 | Aragua FC                                                   | Estadio José Encarnación Romero, Maracaibo |  |
|                    | Federico Freitas 55' · Johny Carneiro 67' |     | Felipe Ximénez 16' · Freddy Reyes 34' · Jacksón Mijares 65' |                                            |  |

El Aragua FC es promovido a la máxima categoría luego de ganar la serie con un global de 5-2
Aragua FC

Campeón

## Serie Promoción/Relegación
Se disputó entre el subcampeón y el penúltimo de la primera división.
| 22 de mayo de 2005 | Deportivo Italmaracaibo | 0:0 | Deportivo Maracaibo | Estadio José Encarnación Romero, Maracaibo |  |

| 29 de mayo de 2005 | Deportivo Maracaibo | 1:1 | Deportivo Italmaracaibo | Estadio José Encarnación Romero, Maracaibo |  |
|                    | Johny Carneiro 53'  |     | Pablo Rodrígez 82'      |                                            |  |

Deportivo Maracaibo permanece en la Segunda División